# Cinq danses profanes et sacrées
Les Cinq danses profanes et sacrées pour quintette à vent sont une œuvre d'Henri Tomasi composées en 1948 ou 1959.

## Histoire
Henri Tomasi a fréquemment écrit pour instruments à vent. Il obtient son premier prix de composition, le Prix Halphen, en 1925 pour un quintette à vent, les Variations sur un thème corse. Il compose aussi des concertos pour flûte, hautbois, clarinette, saxophone, cor, trompette et trombone. En plus des Cinq danses profanes et sacrées (1948), il composera également un autre quintette à vent en 1952 et le sextuor Printemps pour saxophone alto et quintette composé en 1964.
Il poursuit ses études au Conservatoire de Paris en 1921 où il travaillera notamment avec Philippe Gaubert (élève de Paul Taffanel), Vincent d’Indy, Georges Caussade et Vidal. En 1927, il remporte le second prix au Prix de Rome avec la cantate Coriolan et reçoit un premier prix en direction d’orchestre. Avec ce prix, Tomasi commence une carrière de chef qui le mènera à la tête de
l’Orchestre national de France, de l’Opéra de Monte Carlo et à une carrière de chef invité à travers toute l’Europe. En 1957, il doit cependant interrompre sa carrière pour des raisons de santé alors qu’il devient sourd d’une oreille et se consacrera dès lors exclusivement à la composition.
Sa musique rassemble plusieurs influences : en plus de la musique classique européenne (chant grégorien, néoclassicisme, dodécaphonisme), on détecte également celles de
la musique traditionnelle de la Corse et de la Provence ainsi que des sonorités exotiques du Cambodge, du Laos, du Sahara et de Tahiti.
À propos de sa musique, Tomasi disait : « Tout en n’ayant pas craint d'employer souvent les modes d’expression les plus modernes, je suis resté un mélodiste. J’ai horreur des systèmes et du sectarisme. J’écris pour le grand public. La musique qui ne vient pas du cœur n’est pas de la musique ! »

## Structure
Les Cinq danses profanes et sacrées pour quintette à vent se compose de cinq mouvements :
1. Danse agreste. Allegretto
2. Danse profane. Scherzando
3. Danse sacrée. Lent
4. Danse nuptiale. Scherzando
5. Danse guerrière. Sauvagement frénétique

## Analyse
« Les Cinq danses profanes et sacrées, avec leur titre, font allusion aux Danses pour harpe chromatique et cordes composées par Claude Debussy en 1904 qui portent également le titre de Danse sacrée et Danse profane. Tomasi développe ces contrastes dans une danse agreste, une danse nuptiale et une danse guerrière. Les courts mouvements sont très denses, fortement caractérisés et font entendre certaines des influences mentionnées plus haut. Il est réclamé une énorme palette de couleurs à l’ensemble et chaque instrument se voit confier des passages virtuoses. »
La première danse nommée Danse agreste ouvre sur un motif vif et rythmé, déployé par le basson. « Cependant le tempo régulier sera interrompu par un chant dominé par le hautbois et la clarinette. »
« Par la couleur, l’écriture de la Danse profane est plus « contemporaine ». En son centre, la clarinette et le basson introduisent quelques éléments percutants. »
« Les dernières mesures douces de la Danse sacrée sont une invitation à la prière, menée par le basson. »
La Danse nuptiale est inspirée d'un caractère d'une grande gaieté.
La Danse guerrière présente un solo de basson frénétique .
La pièce est éditée aux éditions Alphonse Leduc.

## Discographie sélective
- Danses et Divertissements - Poulenc, Paul Taffanel, André Jolivet, Henri Tomasi avec Berlin Philharmonic Wind Quintet, Stephen Hough, (BIS Records, 2009)[2].
- Profanes et sacrées : 20th century french chamber music par Boston Symphony Chamber Players, (SACD, BSO Classics – 1102, 2011).